# Escapes
Escapes è un film per la televisione del 1986 diretto da David Steensland.
È un film horror a episodi statunitense che mette in scena cinque storie diverse incentrate su avvenimenti fantastici o soprannaturali. Vincent Price appare come presentatore e collegamento tra le varie storie nel ruolo di un sinistro postino che consegna videocassette.

## Produzione
Il film, diretto e sceneggiato da David Steensland, fu prodotto da Angela Sanders e dallo stesso Steensland per la Visual Perceptions Productions.

## Distribuzione
Il film fu distribuito dalla Prism Entertainment per l'home video negli Stati Uniti nel 1986. Inizialmente Escapes rappresentava il primo capitolo del progetto di una serie di videocassette antologiche, improntate sullo stile di Ai confini della realtà.

## Critica
Secondo Fantafilm il film è un'"antologia del fantastico, giocata tra parodia e surreale, concepita nella tradizione di The Twilight Zone".